# Simone Giertz
Simone Luna Louise Söderlund Giertz (tiếng Thụy Điển: [jæʈʂ]; sinh ngày 1 tháng 11 năm 1990), được biết tới qua tên Simone Giertz, là một nhà sáng chế và sáng tạo robot, dẫn chương trình truyền hình và YouTuber chuyên nghiệp người Thụy Điển. Trước đó cô cũng đã từng làm nhà báo thể thao MMA, và từng là biên tập viên cho trang web chính thức của Thụy Điển Sweden.se. Cô đang có hơn 1 triệu lượt đăng ký trên kênh YouTube của mình.

## Tiểu sử
Giertz cho biết một trong những nguồn cảm hứng đầu tiên của cô là nhân vật hoạt hình Disney Gyro Gearloose. Cô học chuyên ngành vật lý kỹ thuật tại đại học nhưng đã bỏ học sau một năm. Cô bắt đầu tạo ra những phát minh "vô dụng" sau khi học tại trường Hyper Island ở Stockholm, khi được truyền cảm hứng từ cộng đồng phần cứng mã nguồn mở tại địa phương. Niềm đam mê Giertz vào ngành điện tử bắt đầu vào năm 2013; cô đã làm một chiếc mũ bảo hiểm đánh răng để làm một chương trình trẻ em về điện tử, nhưng kế hoạch này không thành công và cô đã tải lên video biểu diễn chiếc máy lên YouTube, từ đó bắt đầu sự nghiệp trên trang này.
Giertz tự gọi mình là "nữ hoàng của những con robot ngớ ngẩn" và trong các video trên kênh YouTube của mình, cô thường biểu lộ khuôn mặt không cảm xúc một cách hài hước để biểu diễn cách các phát minh robot của cô tự động hóa các công việc hằng ngày; mặc dù chỉ hoạt động về mặt cơ học, chúng thường không có tính hữu dụng thực tế, chỉ dành cho mục đích giải trí và gây tiếng cười. Các phát minh của Giertz có một chiếc đồng hồ báo thức có gắn tay để tát người dùng khi chuông reo, một chiếc máy bôi son, và một chiếc máy thoa dầu gội đầu lên tóc người dùng. Khi làm những con robot, Giertz không nhắm tới việc tạo một thứ gì đó hữu ích, mà thay vào đó là những giải pháp thừa thãi cho những tình huống có khả năng tự động hóa.
Vào năm 2016, Giertz tham gia cùng Tested.com, cộng tác với Adam Savage trong dự án đầu tiên của cô, Popcorn Feeding Helmet (Mũ bảo hiểm phục vụ bỏng ngô). Vào năm 2017, cô là người dẫn cho chương trình truyền hình hài kịch Manick cùng với Nisse Hallberg trên kênh truyền hình Thụy Điển TV6. Mục tiêu cơ bản trong chương trình là những người dẫn sẽ tạo các giải pháp thú vị cho những vấn đề hằng ngày.

## Gia đình và đời sống cá nhân
Tới tháng 7 năm 2016, Giertz sống tại San Francisco.
Họ Giertz của gia đình cô có nguồn gốc từ tiếng Hạ Đức. Cô là con gái của Caroline Giertz, một tác giả tiểu thuyết và dẫn chương trình truyền hình, người mà Giertz mô tả là một "thợ săn ma" do sự tham gia của mẹ cô trong chương trình truyền hình thực tế siêu nhiên Det Okända. Giertz là hậu duệ của nhà sáng lập Ericsson Lars Magnus Ericsson. Nhà thần học và giám mục Giáo hội Luther Thụy Điển Bo Giertz là người cậu cố hai đời của cô.
Ở tuổi 16, Giertz đã dành một năm tại Trung Quốc làm học sinh trao đổi. Cô ở tại Hợp Phì và học tiếng Quan thoại cơ bản tại đây. Trong lần tới Trung Quốc cô cũng đã xuất hiện trong một bộ phim hài kịch tình huống của Trung Quốc tên là Huan Xi Long Xia Dang (tiếng Trung: 欢喜龙虾档, Nhà hàng tôm hùm hạnh phúc), trong đó cô thủ vai Catherine, một cô gái người Canada kết hôn với một người đàn ông Trung Quốc.
Giertz cũng học vật lý trong một thời gian ngắn tại Học viện Công nghệ Hoàng gia Thụy Điển (KTH).
Vào ngày 30 tháng 4 năm 2018, Giertz thông báo qua YouTube rằng cô đã bị chẩn đoán mắc u não lành tính. Sau ca phẫu thuật loại bỏ khối u màng não tủy loại I vào ngày 30 tháng 5 năm 2018, cô vẫn tiếp tục đăng những bài đăng hài hước và lạc quan về quá trình hồi phục sau phẫu thuật, trong đó có một bức ảnh về vết sẹo sau phẫu thuật mà cô mô tả là "vết sẹo như của nhân vật siêu phản diện" và một video thông báo trên tài khoản Patreon.